# Дмитрій Моор
Дмитро Стахієвич Орлов (працював під псевдонімом Д. Моор або Дмитрій Моор; 1883-1946) — російський
художник, майстер графіки, один з основоположників радянського політичного плаката, Заслужений діяч мистецтв РРФСР (1932).

## Біографія
Народився 3 листопада 1883 в Новочеркаську (нині Ростовська область) в сім'ї гірничого інженера. У 1898 переїхав з батьками в Москву. Систематичної художньої освіти не отримав; в 1910 відвідував школу-студію П. І. Келіна. Спочатку працював в Мамонтовській друкарні. З 1907 публікував у пресі свої карикатури.

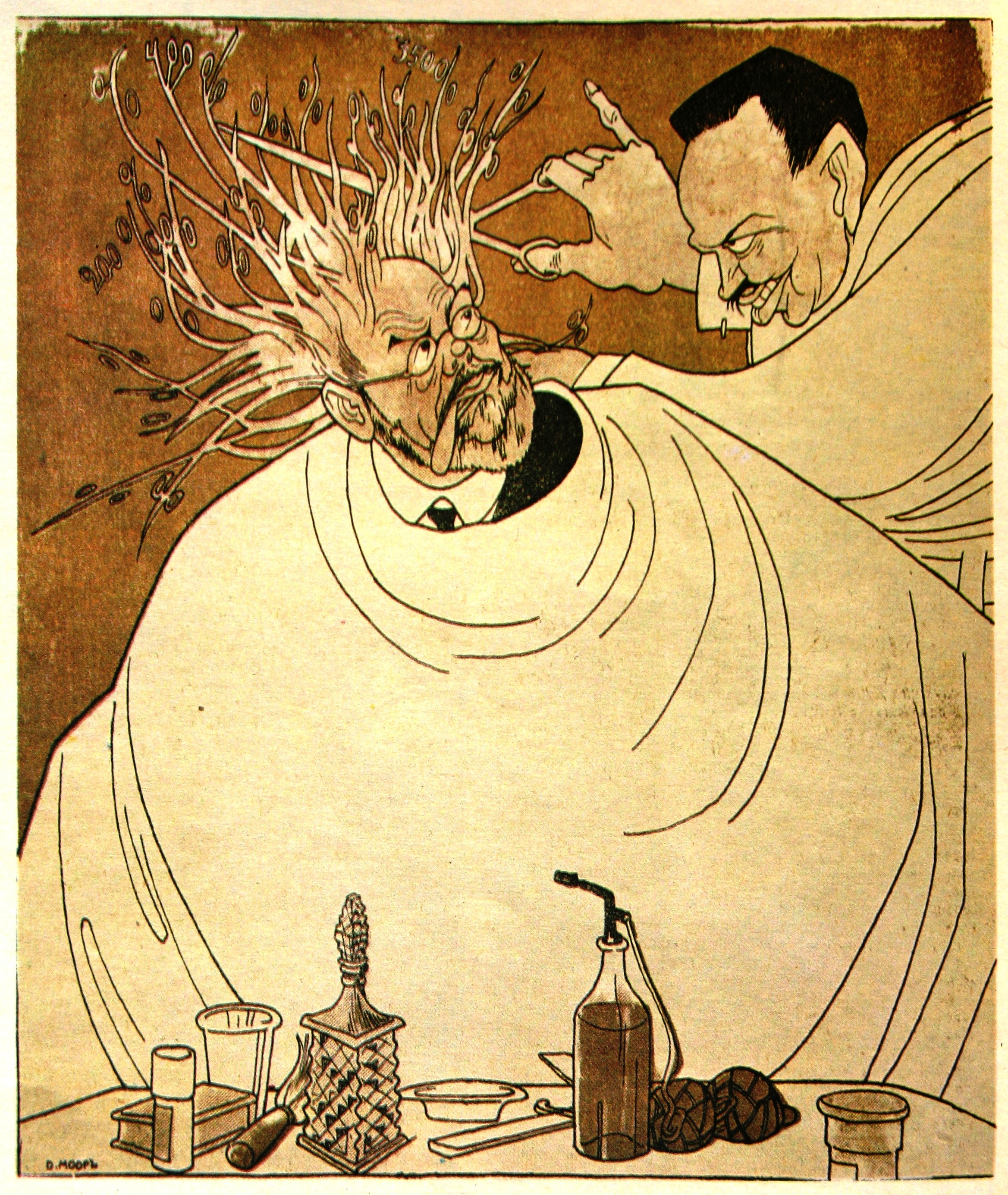
Карикатура «Стрижка процентов». Клієнт перукаря — мільйонер П. П. Рябушинский. 1917

В період роботи в московському журналі «Будильник» (1907) молодий художник Дмитро Орлов прийняв псевдонім Моор, так як характер головного героя шиллеровских «Розбійників» Карла Моора відповідав творчому темпераменту майстра, пристрасного і послідовного в своєму «романтично шаленому» прагненні до мистецтва, політично злободенного, активно впливаючи на глядача.
Після Жовтневої революції, в роки громадянської війни створював агітаційні плакати («Ти записався добровольцем?», «Врангель ще живий, добий його без пощади!», «Допоможи!» І багато інших). Сатира Моора прямувала на релігію, Білий рух, Антанту і буржуазний лад. Знущальні плакати Моора розклеювали по входах до храмів, висміювали Бога, священиків і православних, закликали до конфіскації церковних цінностей на користь держави і голодуючих. Працював в РОСТА (Російське телеграфне агентство).
Антирелігійні малюнки Орлова публікувалися в журналі «Безбожник біля верстата» і користувалися великою популярністю за кордоном. Ілюстрував «Біблію для віруючих і невіруючих» О. Ярославського, поему «Добре» В. В. Маяковського (1940).
У роки Великої Вітчизняної війни малював плакати, що зображують жорстокість нацистських окупантів.
Помер 24 жовтня 1946. Похований в колумбарії Новодівичого цвинтара.

## Плакати Моора
- «Помоги!»;
- «Ты записался добровольцем?»
- «Врангель ещё жив, добей его без пощады!»

## Афиши Моора
|                     |               |              |                |
| Фільм «Вор», 1910-е | Фільм «Ворон» | Фільм «Тихо» | Фільм «Убийца» |